# خوي
خوي (بالكردية: خۆی، Xoy‏) هي مدينة تقع في محافظة غرب آذربيجان، إيران. تقع بين مدينتي ماكو وأرومية. حسب عام 2012، قدر عدد السكان 200،985 نسمة من الكرد والأذر. يعتمد اقتصاد المدينة على الزراعة وإنتاج الفواكه والحبوب والخشب.
تم التنازع على المدينة في فترات تاريخية سابقة، فقد هاجمتها روسيا عام 1827، وبعد ذلك تركيا عام 1911. وفي خلال الحرب العالمية الثانية، كانت المدينة جزء من الاتحاد السوفييتي.

## المناخ
يظهر الجدول التالي التغييرات المناخية على مدار السنة لخوي:
| البيانات المناخية لـخوي                   | البيانات المناخية لـخوي | البيانات المناخية لـخوي | البيانات المناخية لـخوي | البيانات المناخية لـخوي | البيانات المناخية لـخوي | البيانات المناخية لـخوي | البيانات المناخية لـخوي | البيانات المناخية لـخوي | البيانات المناخية لـخوي | البيانات المناخية لـخوي | البيانات المناخية لـخوي | البيانات المناخية لـخوي | البيانات المناخية لـخوي |
| الشهر                                     | يناير                   | فبراير                  | مارس                    | أبريل                   | مايو                    | يونيو                   | يوليو                   | أغسطس                   | سبتمبر                  | أكتوبر                  | نوفمبر                  | ديسمبر                  | المعدل السنوي           |
| ----------------------------------------- | ----------------------- | ----------------------- | ----------------------- | ----------------------- | ----------------------- | ----------------------- | ----------------------- | ----------------------- | ----------------------- | ----------------------- | ----------------------- | ----------------------- | ----------------------- |
| متوسط درجة الحرارة الكبرى °م (°ف)         | 2.8 (37.0)              | 5.2 (41.4)              | 11.6 (52.9)             | 17.2 (63.0)             | 23.9 (75.0)             | 29.3 (84.7)             | 32.6 (90.7)             | 32.7 (90.9)             | 28.0 (82.4)             | 20.5 (68.9)             | 13.1 (55.6)             | 6.4 (43.5)              | 18.6 (65.5)             |
| المتوسط اليومي °م (°ف)                    | −1.4 (29.5)             | 0.6 (33.1)              | 6.1 (43.0)              | 11.2 (52.2)             | 16.9 (62.4)             | 21.4 (70.5)             | 24.7 (76.5)             | 24.5 (76.1)             | 19.6 (67.3)             | 13.6 (56.5)             | 7.5 (45.5)              | 1.9 (35.4)              | 12.2 (54.0)             |
| متوسط درجة الحرارة الصغرى °م (°ف)         | −5.6 (21.9)             | −4.0 (24.8)             | 0.6 (33.1)              | 5.3 (41.5)              | 9.9 (49.8)              | 13.5 (56.3)             | 16.9 (62.4)             | 16.3 (61.3)             | 11.3 (52.3)             | 6.7 (44.1)              | 2.0 (35.6)              | −2.6 (27.3)             | 5.9 (42.5)              |
| الهطول مم (إنش)                           | 28 (1.1)                | 20 (0.8)                | 31 (1.2)                | 47 (1.9)                | 54 (2.1)                | 21 (0.8)                | 7 (0.3)                 | 5 (0.2)                 | 8 (0.3)                 | 22 (0.9)                | 22 (0.9)                | 19 (0.7)                | 284 (11.2)              |
| المصدر: Climate-Data.org, altitude: 1136m |                         |                         |                         |                         |                         |                         |                         |                         |                         |                         |                         |                         |                         |

## توأمة
لخوي اتفاقيات توأمة مع:
- قونية

## أعلام
- مخيتار هيراتسي
- شهيندخت مولاوردي
- مفتون الدنبلي
- الشمس التبريزي
- جمال إمامي
- أبو القاسم الخوئي
- سلطان خليل بن حسن قوصون